# Calopteromantis hebardi
Calopteromantis hebardi är en bönsyrseart som beskrevs av Terra 1982. Calopteromantis hebardi ingår i släktet Calopteromantis och familjen Thespidae. Inga underarter finns listade i Catalogue of Life.